# No Name Face
No Name Face är debutalbumet från amerikanska poprock-bandet Lifehouse. Det utgavs 31 oktober 2000 och spåret "Hanging by a Moment" blev den mest spelade låten på radio det året. [källa behövs] Albumet gjorde Lifehouse kända med sina många radiovänliga hitlåtar. No Name Face är, till skillnad från andra rockband vid tiden, mer refrängintriktat och verserna bygger sakta upp till kraftfulla, ofta elgitarr-drivna, refränger.
Huvudsångaren och låtskrivaren Jason Wade grundade Lifehouse som ett kyrkrockband och de spelade ofta i kyrkan innan de skrev på för kommersiella skivbolaget DreamWorks.
Albumet har blivit certifierat för två stycken platinaskivor av RIAA. Till följd av den stora succén med låten "Hanging by a Moment" i USA kunde bandet lanseras utomlands med hitlåtar i både Europa och Asien. De följde med den stora popvågen från USA under 2001 med artister som Britney Spears och 'N Sync.

## Låtlista
1. "Hanging by a Moment" – 3:36
2. "Sick Cycle Carousel" – 4:23
3. "Unknown" – 4:06
4. "Somebody Else's Song" – 4:36
5. "Trying" – 3:52
6. "Only One" – 4:56
7. "Simon" – 6:00
8. "Cling and Clatter" – 4:29
9. "Breathing" – 4:25
10. "Quasimodo" – 4:32
11. "Somewhere in Between" – 4:14
12. "Everything" – 6:07
13. "What's Wrong With That" - 3:52**
14. "Fool" - 4:21**

**Bonusspår i Storbritannien
Den Australiensiska versionen av albumet innehåller en bonusskiva.